# Bilten
Bilten fue hasta el 31 de diciembre de 2011 una comuna suiza del cantón de Glaris.
A partir del 1 de enero de 2011 es una localidad de la nueva comuna de Glaris Nord a la que también fueron agregadas las comunas de Filzbach, Mollis, Mühlehorn, Näfels, Niederurnen, Oberurnen y Obstalden.

## Geografía
Bilten se encuentra situada en el extremo norte del cantón, en los límites de éste con el cantón de San Galo a orillas del río Linth. La antigua comuna limitaba al noreste con las comunas de Benken (SG) y Schänis (SG), al sur con Niederurnen, y al oeste con Schübelbach (SZ) y Reichenburg (SZ).

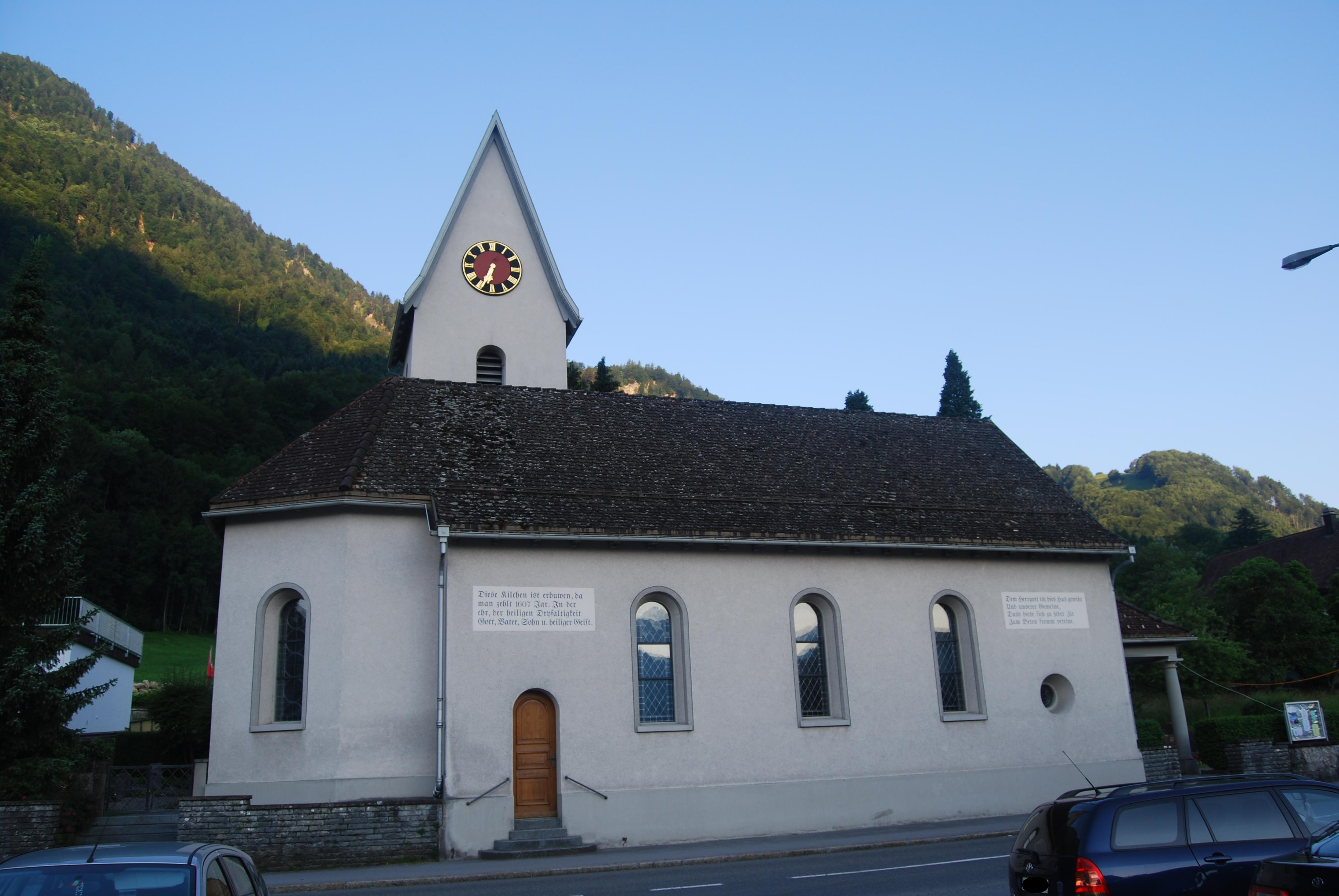
Iglesia de Bilten

## Transportes
Ferrocarril
Existe una estación de ferrocarril en la localidad donde efectúan parada trenes de la red de cercanías S-Bahn Zúrich.